# Pepsi, wo ist mein Jet?
Pepsi, wo ist mein Jet? (Originaltitel: Pepsi, Where’s My Jet?) ist eine amerikanische Dokumentationsserie von Andrew Renzi. Die Serie wurde im Auftrag von Netflix produziert und porträtiert die vergangene, rechtliche Auseinandersetzung zwischen Pepsi und dem damaligen Studenten John Leonard, welcher von Pepsi einen Harrier-Jet forderte, da das Unternehmen damals in den 1990er-Jahren im Rahmen eines TV-Werbespots mit Bonuspunkten damit geworben hat.

## Hintergrund und Handlung

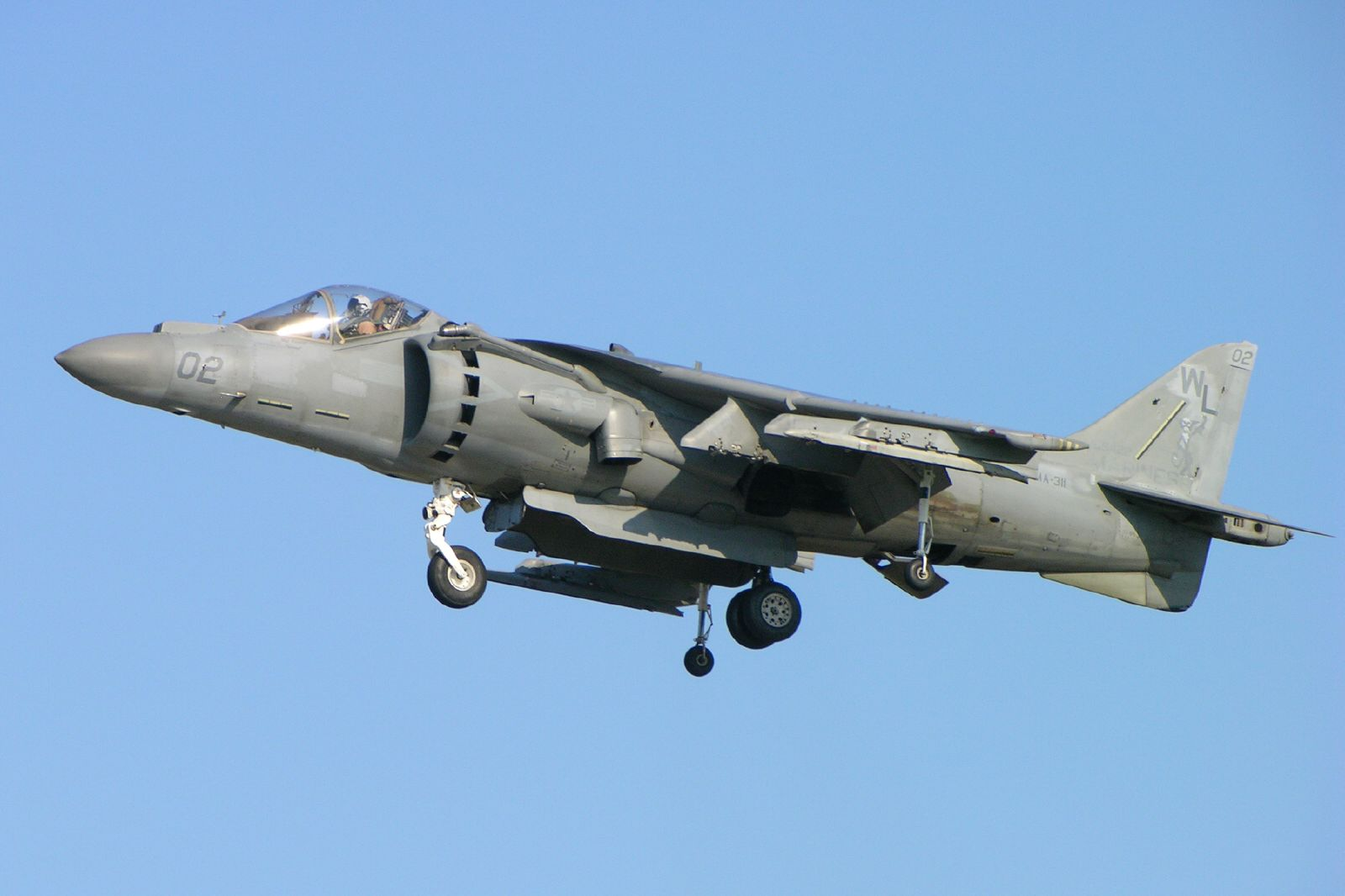
AV-8 Harrier II-Jet im Schwebe-Modus

Pepsi startete im März 1996 ein eigenes Bonusprogramm unter dem Titel "Pepsi Stuff" in den USA und weitete das Programm später weltweit aus. Kunden konnten beim Kauf von Pepsi-Produkten Punkte sammeln (sog. "Pepsi Points"), welche sie gegen alltägliche Gegenstände wie T-Shirts oder Sonnenbrillen eintauschen konnten. In einem von Pepsi herausgebrachten TV-Werbespot wurde ein AV-8 Harrier II-Jet für sieben Millionen Punkte angeboten, dessen Wert damals auf 32-Millionen-US-Dollar geschätzt wurde. Dieses Angebot war jedoch von Pepsi nicht ernst gemeint und sollte ein Scherz sein. Der Werbespot wurde später überarbeitet. Zunächst wurde der Preis auf 700.000.000 Punkte heraufgesetzt. In einer weiteren Überarbeitung wurde der Hinweis "Just Kidding" (zu deutsch: "Nur ein Scherz") hinzugefügt.
Später konnten anstelle eines Etiketts Pepsi-Punkte direkt für 10 Dollarcent pro Punkt erworben werden; ein Detail, das dem damaligen Studenten John Leonard auffiel, der mehrere Investoren davon überzeugte, ihm insgesamt 700.000 Dollar in Scheckform zu leihen. Einer der Haupt-Investoren war der Unternehmer Todd Hoffman.
Leonard schickte seine Pepsi-Punkte in Form eines Schecks mit dem korrekten Betrag ein, um den Jet zu beanspruchen, aber PepsiCo lehnte seine Anfrage ab und betrachtete den TV-Spot und den Scheck als Witz; das Unternehmen stellte außerdem fest, dass dieser Jet nicht in seinem Pepsi-Merchandise-Katalog aufgeführt werde, und schickte nach Aussage von Leonard als Antwort auf den Scheck lediglich ein kurzes Schreiben mit kleineren Gutscheinen. Nachdem John Leonard zunächst von PepsiCo im südlichen Bezirk von New York verklagt worden war, reichte Leonard in Miami eine Klage ein, in der er PepsiCo Vertragsbruch, Betrug, irreführende und unfaire Handelspraktiken sowie irreführende Werbung vorwarf. Der Anwalt Michael Avenatti, welcher später einer breiten Öffentlichkeit als Konzerngegner bekannt geworden ist, unterstützte Hoffman und Leonard bei dem Unterfangen. Es kam jedoch später zu einem Zerwürfnis, was dazu führte, dass Avenatti nicht mehr aktiv in den Fall involviert war.

### Gerichtlicher Ausgang
Im August 1999 entschied die Richterin Kimba Wood zugunsten von PepsiCo. Das Unternehmen wurde von jeder Verbindlichkeit freigesprochen.

„Keine objektive Person konnte vernünftigerweise zu dem Schluss kommen, dass der Werbespot den Verbrauchern tatsächlich einen Harrier-Jet anbot.“

### Produktionsstil
Die Dokumentation stellt die freundschaftliche Beziehung zwischen dem Unternehmer und Investor Todd Hoffman und dem mittlerweile älteren John Leonard in den Mittelpunkt; so werden beide bei einer Wanderung begleitet. Es beinhaltet auch Nachstellungen mit Schauspielern, die jüngere Versionen von Leonard und Hoffman darstellen.